# Jacob Lekkerkerker
Jacob Lekkerkerker (Woerden, 1975) is een Nederlands componist, improvisator en organist.

## Leven en werk
Lekkerkerker studeerde kunstgeschiedenis, wijsbegeerte en orgel en compositie. Hij studeerde in 2005 af aan het Koninklijk Conservatorium in Den Haag en hij studeerde daarna improvisatie in Frankrijk bij Loïc Mallié en compositie aan Goldsmiths College (University of London). Hij was prijswinnaar van het Nationaal Improvisatie Concours voor organisten (2001), de Sweelinckprijs (2009), de Prix Special Englert-Marchal (2011), de Jur Naessens Muziekprijs (2011) en de Schnitgers Droom Prijs (2013). In zijn werk zoekt hij naar nieuwe vormen van orgelmuziek en mengt hij de klassieke orgelklank met elektronische klank, door gebruik van elektronica, draaitafels en synthesizers. Hij was organist van de Sloterkerk, docent aan diverse kunstacademies en conservatoria tussen 2005 en 2013. Hij was organist van de Oudekerkgemeente te Amsterdam van 2007 tot en met 2015 en was van 2013 tot en met 2022 organist-titulair en curator muziek van de Oude Kerk te Amsterdam. Hij is een zoon van organist Gijsbert Lekkerkerker.

## Producties en composities
- 565 The Remix (2010), 45'
- Music for Portable Organ and Kaosspads (2011), 20'
- Bach Delirium (2013), 50'
- Funky Organs @ Oude Kerk (2014)
- Spiegelingen (2014), 55'
- Hogeland Symfonie (2015), 24 uur
- 12 Sketches for Organ and Electronics (2016-2017), variabele lengte
- Cathedral Mobile (2018-2019), 75' tot 7.5 uur
- 6 pieces for Hyperorgan, (2018), variabele lengte
- Between Light (2019), 23'33
- Inside Outside (2020), 30'00
- Humus #1 (2020), 30'00
- Liquid (2021), 20'12
- Spiraling into Infinity (2022), 22'42